# 賢所御神楽
賢所御神楽（かしこどころみかぐら）（近代以前/内侍所御神楽 ないしどころのみかぐら）は毎年十二月の中頃に賢所（旧内侍所）に対して御神楽を奏する宮中祭祀。

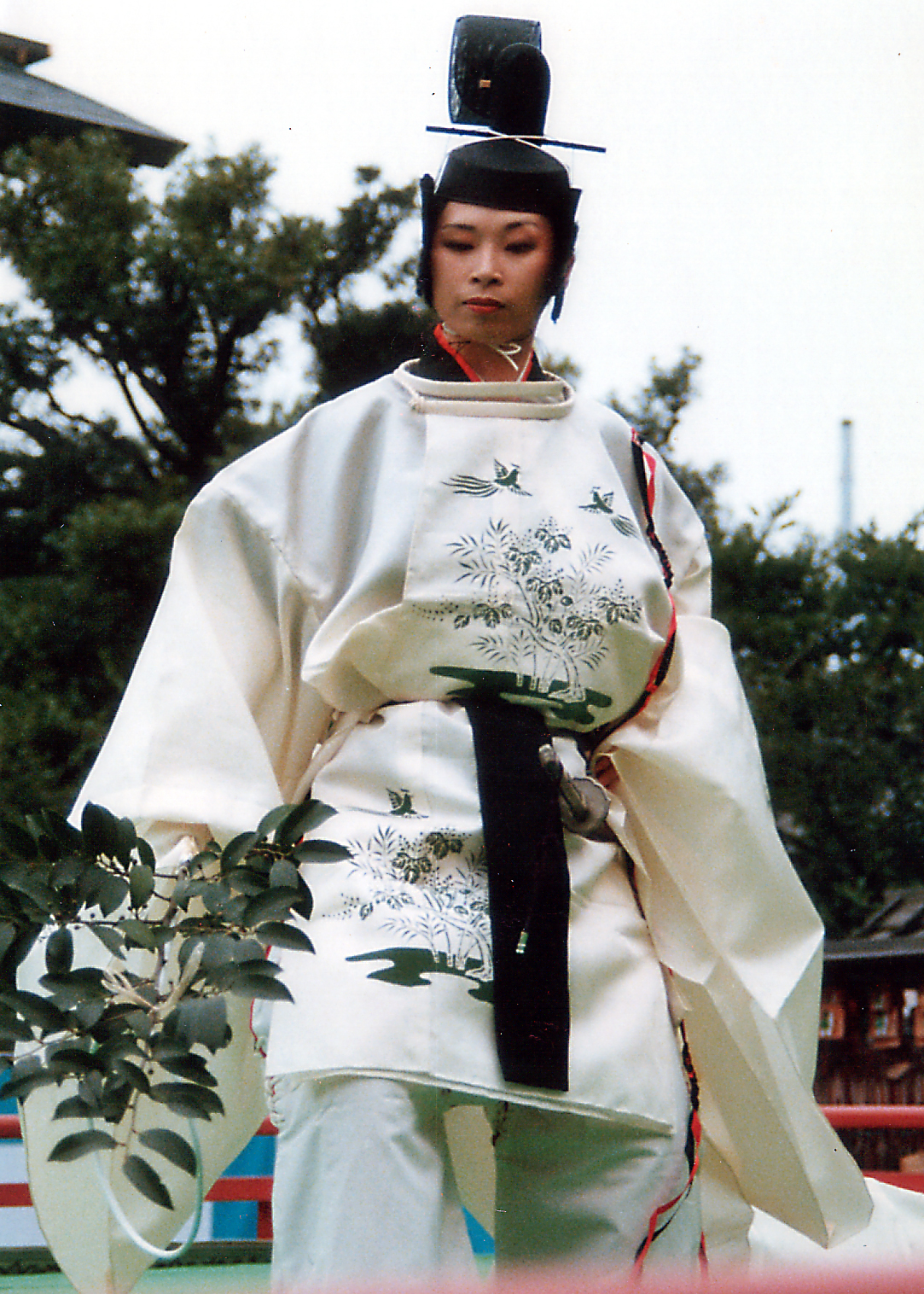
人長舞

賢所御神楽はその発祥は古く神代に遡るとも言われている。形としては小祭だが、天の岩戸の伝承に由来するとも言われるもっとも古い祭祀の一つ。
天照大御神が天の岩戸に御隠れになった時に大勢の神様が歌い踊った神話に因み、冬至の時期に向けて御神前で神楽が奏される。
ご神饌も大祭なみに差し上げられるという。

## 歴史

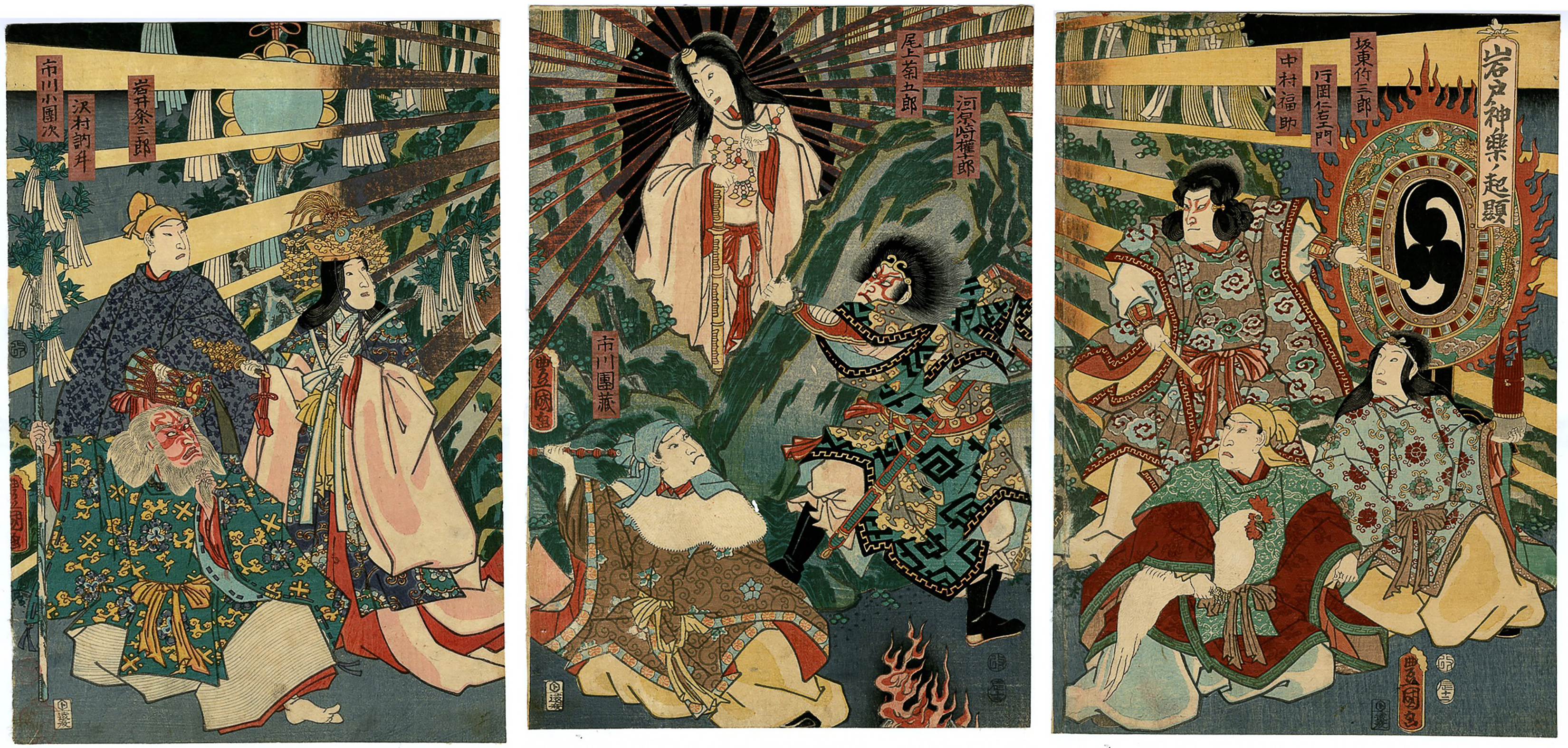
岩戸神楽ノ起顕（三代豊国）

神楽の起源は『古事記』に記される日本神話の天の岩屋に天照大御神が籠った岩屋の前で踊った歌舞にあると言われる。
奈良時代の神道書『古語拾遺』にも「猨女の君が神楽を担った」という記述があり、平安時代の『讃岐典侍日記』の清暑堂御神楽の記述にも「天照大御神が岩戸にお籠りになられなくなったのももっともなこととおもわれる」と御神楽の起源を天の岩屋神話に求めていた記述がある。
古代の神楽は女性によって行われていたが、王朝文化における神楽は男性のみによって行われるようになっていた。
『日本三代実録』仁和元年（885）十月二十三日条にも光孝天皇の前で催された神楽の記録がある。
朝廷の年中行事としては宇多天皇によって始められた賀茂臨時祭の還立の御神楽が最初に成立したと考えられている。
内侍所御神楽としては一条天皇の代に寛弘二年（1005）内侍所が火災に遭う出来事があり、神鏡が損傷した。その神慮を慰めるために行われたのが内侍所御神楽の始まりという。その後、内侍所御神楽は不定期に行われていたが、長歴二年（1038）、後朱雀天皇の勅命により毎年十二月の年中行事として行われるようになったという。
南北朝動乱期には北朝は三種の神器を持たずに三代が践祚したが、神鏡不在のままに神鏡が存在するかのように内侍所を祀る「如在の礼」という形式をとり内侍所神楽が行われた。
南朝では神鏡を前にして後村上天皇自らが本拍子をとり内侍所神楽が行われたという。
応仁の乱が発生すると天皇と院は室町殿に避難し、内裏は土岐成頼に、仙洞御所は畠山義就に占拠され陣を敷かれたために全ての朝儀が停止せざるを得なくなった。
文明二年（1470）十二月七日と文明四年（1472）正月二十四日の晩に内侍所が鳴動するという出来事があり、これを神の怒りと感じた朝廷は避難先の室町殿の南庭の南東の角に内侍所を新造した。文明四年二月二十二日に遷座の儀と御神楽が行われた。文明五年の十二月にも内侍所御神楽は準備され土御門有宣によって日にちも卜定されたが、幕府からの費用が届かず延期された。文明六年正月二十五日には後土御門天皇の強い意向により内侍所神楽は行われ、天皇自身も参拝した。西軍統治下にいた地下歌人の多忠英、多久時を呼び寄せるなど多くの困難を乗り越えて開催された。この時の神楽は公家だけでなく下級官人を含む多くの男女が見学したという。